# Grănicești
Grănicești est une commune du județ de Suceava en Roumanie.